# Paraleucilla proteus
Paraleucilla proteus är en svampdjursart som först beskrevs av Arthur Dendy 1913.  Paraleucilla proteus ingår i släktet Paraleucilla och familjen Amphoriscidae. Inga underarter finns listade i Catalogue of Life.